# Soonda jõgi
Soonda jõgi är ett vattendrag i landskapet Saaremaa (Ösel) i Estland. Det är 10 km lång och därmed längst på ön Moon. Soonda jõgi har sin källa vid byn Lepiku. Den rinner söderut och förbi byarna Soonda och Hellamaa. Utflödet ligger i viken Rääsa lõpp vid byn Simiste.